# Steve Locher
Steve Locher (Salins, 19 de septiembre de 1967) es un deportista suizo que compitió en esquí alpino.

## Trayectoria
Participó en tres Juegos Olímpicos de Invierno, entre los años 1992 y 1998, obteniendo una medalla de  en Albertville 1992, en la prueba combinada, y el sexto lugar en Nagano 1998 (eslalon gigante).
Ganó una medalla de bronce en el Campeonato Mundial de Esquí Alpino de 1999, en la prueba de eslalon gigante. En la Copa del Mundo consiguió tres victorias y nueve podios en total.
Se retiró de la competición en 2002. Posteriormente, ejerció de entrenador en la Asociación Suiza de Esquí del equipo suizo.

## Palmarés internacional
| Juegos Olímpicos   | Juegos Olímpicos                   | Juegos Olímpicos  | Juegos Olímpicos |
| Año                | Lugar                              | Medalla           | Prueba           |
| ------------------ | ---------------------------------- | ----------------- | ---------------- |
| 1992               | Albertville (Francia)              | Medalla de bronce | Combinada        |
| Campeonato Mundial |                                    |                   |                  |
| Año                | Lugar                              | Medalla           | Prueba           |
| 1999               | Vail/Beaver Creek (Estados Unidos) | Medalla de bronce | Eslalon gigante  |